# Aline Apostolska
 (janvier 2025).
Si vous disposez d'ouvrages ou d'articles de référence ou si vous connaissez des sites web de qualité traitant du thème abordé ici, merci de compléter l'article en donnant les références utiles à sa vérifiabilité et en les liant à la section « Notes et références ».
 (janvier 2025).
Causes possibles :
- Rédaction non-neutre car ne respectant pas la synthèse équilibrée attendue.
- Plan structurant la page comme une brochure promotionnelle ou une plaquette institutionnelle.
- Nombreuses informations sans réelle pertinence encyclopédique et pourtant montées en épingle. Ceci peut notamment se faire en recourant à des sources primaires ou non centrées, ou encore à un « cherry picking » des sources ; dans certains cas, cette utilisation des sources peut même donner lieu à une « synthèse inédite ».

Rappel : la pertinence des informations est à démontrer par des sources secondaires indépendantes et de qualité traitant le sujet.
Aline Apostolska est une écrivaine, enseignante, journaliste, directrice littéraire et conceptrice de spectacles, de double nationalité française et canadienne.

## Vie
Aline (Bernarda Alina) Apostolska est née à Skopje (Macédoine) le 2 mai 1961, elle arrive à Paris en 1964 pour y rejoindre ses parents Georgi Apostolski et Nikolina Petlarova déjà installés en France depuis la fin des années 1950. Elle parle cinq langues mais n'écrit qu'en français. Certains de ses livres et articles sont traduits dans plusieurs langues.

## Études
Après des études secondaires au lycée Pasteur (Neuilly/s/Seine, BAC B en 1979) et un cursus universitaire en histoire (maîtrise Paris VII-Jussieu, 1982), elle est aujourd’hui écrivaine, journaliste culturelle spécialiste de danse contemporaine, animatrice de radio et de télévision, éditrice, directrice littéraire et directrice de collection, enseignante en création littéraire et en formation des adultes (francisation et français langue d'enseignement) au CSSMB. Elle a également conçu, écrit, produit et interprété des spectacles pluridisciplinaires.

## Cheminement professionnel et créatif
Aline Apostolska a publié plus de quarante ouvrages (romans, récits, essais, biographies, poésie, série d'astrologie) depuis 1987, d'abord en France puis au Québec depuis qu'elle s'y est installée en 1998. Certains de ses titres sont traduits dans d’autres langues. Elle a obtenu de nombreuses bourses de création de la part du Conseil des arts et des lettres du Québec et du Conseil des arts du Canada[réf. nécessaire]. En 2012, avec Un été d’amour et de cendres, elle remporte un premier prix littéraire du Gouverneur général. De quoi j'ai l'air ?, deuxième tome de la série pour adolescents de plus de 14 ans qu'elle coécrit avec la psychologue Marie-Josée Mercier, a également reçu le Prix Jeunesse Image/In 2014. Dix ans chroniqueuse et animatrice à l’antenne de Radio-Canada, elle a été critique de danse à La Presse de septembre 2001 à juin 2014, ainsi que reporter et chroniqueuse pour les magazines VITA, Elle Québec et Coup de Pouce ainsi que correspondante pour la presse française. Dans  le même esprit que ses Midis littéraires, on peut voir ses Visages de la danse (coproduction Circuit-Est Centre chorégraphique et TéléQuébec), longues entrevues de 52 minutes avec des chorégraphes québécois sur Canal Savoir à Montréal (10M de téléspectateurs depuis 2009). Entre juin 2012 et juin 2014, elle fut présidente de la CDPP, commission qui conseille le Programme du droit de prêt public au sein du Conseil des arts, comme représentante de l’UNEQ (Union des écrivaines et écrivains québécois). Elle y siège jusqu'en juin 2016[réf. nécessaire].
Aline Apostolska anime des ateliers de création littéraire depuis 2003. Ses ateliers sont exclusivement consacrés à l'écriture de longue haleine (roman, récit, recueil de nouvelles ou de poésie) à Art Neuf . Plusieurs dizaines de livres (romans, récits, recueils de nouvelles et de poésie) écrits durant les ateliers qu'elles divulgue (AlinéaÉcriture) ont été publiés en moins de six ans. Elle anime des ateliers d'écriture hors les murs, notamment à Cuba, en France et ailleurs. Il lui autant d'être au service des créateurs que de poursuivre son propre cheminement créateur.
Le goût de l'ailleurs et de l'altérité caractérise sa vie autant que toute son œuvre. « Je n'aime que ce que je ne connais pas encore » dit-elle ayant choisi pour devise la phrase suivante : Devenir plutôt que demeurer.[réf. nécessaire]
D'octobre 2016 à octobre 2017, Aline Apostolska participe au projet Quadriptyque, plateforme interactive consacrée à la danse intégrée (danse avec handicap) sur l'initiative de France Geoffroy, pionnière de la danse intégrée au Québec.
Elle a passé l'année 2018 à voyager (Afrique du Sud, Chine, Guatemala, Nicaragua...) et écrire des articles dans de nombreux journaux, magazines et revues au Québec et en France.
Après la mort de son père en juillet 2018, elle ne cesse pas d'écrire mais de publier momentanément, du moins plus au rythme auquel elle l'a longtemps fait. Saint-Laurent et moi (Hugo & compagnie, Paris, 2017) et Une ville qui danse (VLB, Montréal, 2018) sont ses deux dernières parutions.
En septembre 2018, elle expose sa première exposition de peintures et collages au Centre Art Neuf à Montréal. Titre : Le monde est ma maison.
En mars 2020, sera lancé Elles c'est nous recueil de textes écrits par des femmes du centre de La Dauphinelle (à l'initiative de la directrice Sabrina Lemeltier, et avec les photos de Christine Bourgier) après un atelier d'écriture mené par Aline Apostolska sur place durant six mois. Puis en mai 2021, dans un autre domaine mais avec le même esprit de solidarité et de désir d'encouragement de la créativité d'autrui qui la caractérise, elle a le plaisir de voir lancer un autre recueil collectif, issu cette fois d'ateliers menés au Centre d'Éducation aux Adultes de LaSalle avec quatorze immigrants en francisation de niveaux 5 à 8 (à l'initiative de Saida Meridja de la bibliothèque L'Octogone, et d'Ambroise Ntsogo, directeur-adjoint du CÉA LaSalle). Un nouveau recueil inauguré à nouveau par la bibliothèque L'Octogone, et cette fois issu d'ateliers d'écriture avec treize adolescents immigrants en secondaire à l'école Cavelier de LaSalle, a été au printemps 2022. Plusieurs livres électroniques issus d'ateliers de création avec les étudiants immigrants sont également publiés. 
Depuis 2020, Aline Apostolska se partage entre Montréal et Saint-Élie-de-Caxton, écrit surtout pour le webmagazine culturel montréalais www.lametropole.com et que sur propre blogue sur son site professionnel www.alineaecriture.com. 
Elle se consacre surtout à l'enseignement du Français langue seconde (Francisation des Adultes et Service aux Entreprises) et  Français langue d'enseignement (Niveau Secondaire) au CSSMB (Centre de Service Scolaire Marguerite-Bourgeoys de l'ouest de l'île de Montréal) en plus de poursuivre son propre cheminement d'écriture. Deux romans, Si douce France et Trois femmes à cheval sont à paraître en 2024 -2025. 

## Œuvre
Écrivaine (1987-2018) : 45 livres parus (romans adulte & jeunesse, récits, essais, poésie) – la liste ne comprend pas la liste des textes parus dans des revues.

### Romans et récits
- Les Larmes de Lumir, Paris, Mots d’Homme, 1986.
- Lettre à mes fils qui ne verront jamais la Yougoslavie, Paris, Isoète, 1997 ; Montréal, Leméac, 2000.
- Les Grandes aventurières, Montréal, Stanké/Radio-Canada, 2000.
- Tourmente, Montréal, Leméac, 2000.
- L’Homme de ma vie, Montréal, Québec Amérique, 2003[3].
- Neretva, Montréal, Québec Amérique, 2005 ; Paris, Isoète, 2008[4].
- Ailleurs si j’y suis, Montréal, Leméac, 2007.
- Fleur de Cerisier, Montréal, VLB, septembre 2014 (Vol 459) - Traduit en macédonien (Ili-ili, 2021)
- L'Île Noire de Marco Polo, Montréal, Édito, avril 2015 (avec Raphaël Weyland) - Traduit en croate (Zagrebačka naklada, 2019)
- Quand Marie relevait son jupon, Montréal, VLB, mai 2015 (recueil de nouvelles collectif)
- Le Cœur Bleu, Montréal, Recto-Verso, janvier 2016
- Les Steppes de Gengis Khan, Montréal, Édito, mai 2016 (avec Raphaël Weyland)
- Une ville, qui danse / Derrière le rideau. Montréal, VLB, septembre 2018.

### Poésie
- Au joli mois de mai, Montréal, VLB, 2001.

### Jeunesse
- La Treizième lune, avec Raphaël Weyland, Paris, Bastberg, 1996.
- Maître du Jeu, Montréal, Québec Amérique, 2004.
- Les Voisins Pourquoi, avec Louis Weyland, Montréal, Québec Amérique, 2006[5].
- Les Jeux olympiques de la ruelle, avec Louis Weyland, Montréal, Québec Amérique, 2008[6].
- Un été d’amour et de cendres, Montréal, Leméac, 2012. (Prix du Gouverneur général 2012). Traduit en macédonien (Ili-Ili, 2015) et espagnol, Cuba (Gente Nueva, 2017)
- Oublie-le Marjo ! Montréal, Les Éditions de l'Homme, 2013 (avec la psychologue Marie-Josée Mercier)[7]
- De quoi j’ai l’air ? Montréal, Les Éditions de l'Homme, 2013 (avec la psychologue Marie-Josée Mercier)[8] - Prix Image/In 2014 Coup de cœur du jury Jeunesse[9]
- Je fais ce que je veux. Montréal, Les Éditions de l'Homme, 2014 (avec la psychologue Marie-Josée Mercier)[10]
- #jeveuxquecaarrete, Montréal, Les Éditions de l'Homme, 2014 (avec la psychologue Marie-Josée Mercier)[11]
- Neuf bonnes nouvelles d'ici et Une d'ailleurs, Montréal, La Bagnole, mai 2014 (recueil de nouvelles Collectif)
- Au secours, mon père se marie ! Montréal, Les Éditions de l'Homme, mai 2016 (avec la psychologue Marie-Josée Mercier)
- Il faut qu'on en parle ! Montréal, Les Éditions de l'Homme, mai 2016 (avec la psychologue Marie-Josée Mercier)

### Livres d'artiste et beaux-livres
- De ma nuit naît ton jour, avec le peintre Bernard Gast, Montréal, Éditions Roselin, 2001.
- Quatre Éléments Québec, beau-livre, photos Yves Marcoux, textes Aline Apostolska et Pierre Samson. Montréal, Les Éditions de l'Homme, avril 2013[12]

### Essais
- Étoile-moi, Paris : Calmann-Lévy, 1987.
- Sous le signe des étoiles, Paris : Balland, 1989.
- Mille et mille lunes, Paris : Mercure de France, 1992.
- Le zodiaque ou le cheminement vers soi-même, Saint-Jean-de-Braye : Dangles, 1994 (série de 12).
- Le Cinquième Chemin, biographie de Jacques Languirand, Montréal : Les éditions de l'Homme, octobre 2014, 376 p.  (ISBN 978-2-7619-3852-5)
- Saint-Laurent et moi, une histoire intime, Paris, Hugo et cie, 2017 (avec Fabrice Thomas)

### Spectacles Pluridisciplinaires
Spectacles alliant littérature, danse contemporaine et cultures d’ailleurs : conception, scénarisation, choix et direction de l’équipe artistique et technique, recherche et gestion du budget (bourses ministérielles, fonds privés, et sponsors). Quatre spectacles (2005, 2006, 2007, 2010) à l’Agora de la danse à Montréal dans le cadre du Festival international de la littérature (FIL).
- Du Vent ! 19 et 20 septembre 2005 à l’Agora de la danse dans le cadre du FIL.
- 80 ans d’engagement pour la liberté d’expression. 22 septembre 2006 à l’Agora de la danse dans le cadre du FIL. Spectacle hommage au Centre québécois du PEN International. 12 écrivains et 5 chorégraphes-solistes.
- Hommage à Anna Politkovskaia et Hrant Dink. Avril 2007 à la Grande Bibliothèque, à Montréal, en coproduction avec Pen Québec, Reporters sans frontières et Amnistie internationale Québec. Écrivains et journalistes lisent des extraits choisis des deux journalistes et écrivains assassinés pour leurs idées et leurs écrits.
- Jamais [rien ne nous séparera plus] 20 et 21 septembre 2010 à l’Agora de la danse.

## Prix et Distinctions
- Grand Prix de la nouvelle, Short Story Festival d'Ankara, Turquie, juin 2006
- Prix du Gouverneur Général du Canada, Littérature Jeunesse - texte, novembre 2012
- Prix Image/In 2014 pour De quoi j'ai l'air ? (Jeunesse)
- Distincion a la humildad Dora Alonzo, La Havane, février 2017